# Daphne alpina
Espèce
Classification phylogénétique
Statut de conservation UICN

 LC  : Préoccupation mineure
Le Daphné des Alpes ou Thymélée des Alpes (Daphne alpina) est une espèce d'arbrisseaux du genre Daphne et de la famille des thyméléacées.

## Description
La hauteur du Daphné des Alpes varie de 20 à 50 cm. Les rameaux sont noueux et tortueux. Les feuilles font 2 à 3 cm de long et 1 cm de large ; elles sont caduques, souples et pubescentes. Les fleurs sont blanches ou vert-pourpre disposées de 4 à 7 en position terminale. La floraison s'étale d'avril à juin ; les baies sont ovoïdes, jaunes puis rouges à maturité.

## Distribution
Daphne alpina se rencontre au Centre et au sud de l'Europe. En France en Côte-d'Or, Alpes, Jura, Causses, Corbières et Pyrénées-Orientales.
C'est une plante périalpine, subméditerranéenne. Altitude à partir de 400 m jusqu'à 1 700 m.

## Habitat
Plante orophyte : Elle apprécie les fentes des rochers calcaires .

## Statuts de protection, menaces
En France l'espèce est évaluée comme non préoccupante.
Pourtant elle semble se raréfier : elle est considérée en danger (EN) en Bourgogne ; quasi menacée (NT), proche du seuil des espèces menacées ou qui pourraient l'être si des mesures de conservation spécifiques n'étaient pas prises, en Corse.
Elle figure sur les listes des espèces végétales protégées, article 1, de Bourgogne et de Franche-Comté.